# Ігнатьєв Олександр Сергійович
Олександр Сергійович Ігнатьєв — полковник Збройних сил України, командир 110 ОБрТрО.

## Життєпис
З 2023 року командир Запорізької бригади Сил ТрО ЗСУ.

## Нагороди та відзнаки
- орден Богдана Хмельницького ІІІ ступеня (2 березня 2023)[2]